# 小楼镇
小楼镇，是中华人民共和国广东省广州市增城区下辖的一个乡镇级行政单位。

## 行政区划
小楼镇下辖以下地区：
小楼社区、黄村、邓山村、沙岗村、二龙村、九益村、正隆村、罗坑村、竹坑村、青迳村、秀水村、长岭村、约场村、河洞村、腊圃村、西境村、东境村、庙潭村、西元村、小楼村和江坳村。